# 仁助法親王
仁助法親王（にんじょほうしんのう、建保2年（1214年）- 弘長2年8月11日（1262年9月25日））は、鎌倉時代中期の皇族・天台宗寺門派の僧侶。土御門天皇の皇子。母は源通子。後嵯峨天皇は同母弟にあたる。

## 生涯
土御門天皇と源通子の間の子は、承久の乱後に父である土御門天皇が土佐国に配流されたこともあって皇位継承の可能性が失われており、最年長の皇子であった仁助を始めとする男子は園城寺に入って出家している。仁助は円浄を師として、仁治2年（1241年）に灌頂の儀式を行って円満院門跡となっている。ところが、翌仁治3年（1242年）に四条天皇が崩御し、諸事情で出家が遅れていた仁助の実弟・邦仁王が急遽皇位に就くと、新帝・後嵯峨天皇の兄ということで同年4月15日に親王宣下を受けて法親王となり（『百錬抄』）、続く7月17日には園城寺の長吏に任じられた（『三井続灯記』長吏次第）。更に寛元元年（1243年）に土御門天皇の中宮であった大炊御門麗子（陰明門院）が没すると、彼女の邸宅である四条坊城殿や所領が仁助に与えられた。なお、土御門天皇の御陵は京都郊外の金ヶ原にあったため、それ以前は京都市中で大規模な法要を行う機会を持てなかったが、この相続により、仁助は自己の所有となった四条坊城殿にて父母の法華八講を行っている。建長元年（1249年）には四天王寺の別当に任ぜられる。
後嵯峨天皇の治世、続く同上皇の院政下において仁助はその相談役的存在であり、近衛兼経・西園寺実氏・土御門定通・久我通光ら朝廷の重鎮とともにたびたび重要政策や人事に関する諮問を受けている。また、鎌倉幕府も仁助を後嵯峨天皇（院）とのパイプ役として重視しており、京都の朝廷に派遣された使者が仁助とも会見を持っている。僧侶である仁助による朝廷・院政への公然・非公然の関与は異例ではあったものの、後見人のいないまま即位した後嵯峨天皇を支える存在として公家社会でも広く認識されていた。公家の1人である葉室定嗣は仁助の活躍で朝廷の中興が進み、朝廷から佞臣がいなくなったとして、仁助の政務関与を肯定している（『葉黄記』宝治2年11月21日条）。
弘長2年（1262年）、49歳で没した。